# بابلو هيدالغو
بابلو هيدالغو هو رسام توضيحي وكاتب كندي، ولد في 12 أكتوبر 1973 في سانتياغو في تشيلي.

## وصلات خارجية
- بابلو هيدالغو على موقع IMDb (الإنجليزية)
- بابلو هيدالغو على موقع قاعدة بيانات الفيلم (الإنجليزية)